# Bahnstrecke Louth–Bardney
| Bahnhof Donington on Bain |                      |                                       |                                       |
| Spurweite: | 1435 mm (Normalspur) |                                       |                                       |
| |                      |                                       |                                       |
| \| \| \| East Lincolnshire Railway von Grimsby \| \| \| \| Louth \| \| \| \| East Lincolnshire Railway nach Boston \| \| \| \| Hallington \| \| \| \| Withcall \| \| \| \| Withcall-Tunnel \| \| \| \| Donington on Bain \| \| \| \| High Street Tunnel \| \| \| \| South Willingham and Hainton \| \| \| \| East Barkwith \| \| \| \| Wragby \| \| \| \| Kingthorpe \| \| \| \| Lincolnshire Loop Line von Lincoln \| \| \| \| Bardney \| \| \| \| Lincolnshire Loop Line nach Boston \| |                      |                                       |                                       |
| Strecke (außer Betrieb) |                      | East Lincolnshire Railway von Grimsby | East Lincolnshire Railway von Grimsby |
| Bahnhof (Strecke außer Betrieb) |                      | Louth                                 | Louth                                 |
| Abzweig geradeaus und nach links (Strecke außer Betrieb) |                      | East Lincolnshire Railway nach Boston | East Lincolnshire Railway nach Boston |
| Bahnhof (Strecke außer Betrieb) |                      | Hallington                            | Hallington                            |
| Bahnhof (Strecke außer Betrieb) |                      | Withcall                              | Withcall                              |
| Tunnel (Strecke außer Betrieb) |                      | Withcall-Tunnel                       | Withcall-Tunnel                       |
| Bahnhof (Strecke außer Betrieb) |                      | Donington on Bain                     | Donington on Bain                     |
| Tunnel (Strecke außer Betrieb) |                      | High Street Tunnel                    | High Street Tunnel                    |
| Bahnhof (Strecke außer Betrieb) |                      | South Willingham and Hainton          | South Willingham and Hainton          |
| Bahnhof (Strecke außer Betrieb) |                      | East Barkwith                         | East Barkwith                         |
| Bahnhof (Strecke außer Betrieb) |                      | Wragby                                | Wragby                                |
| Bahnhof (Strecke außer Betrieb) |                      | Kingthorpe                            | Kingthorpe                            |
| Abzweig geradeaus und von rechts (Strecke außer Betrieb) |                      | Lincolnshire Loop Line von Lincoln    | Lincolnshire Loop Line von Lincoln    |
| Bahnhof (Strecke außer Betrieb) |                      | Bardney                               | Bardney                               |
| Strecke (außer Betrieb) |                      | Lincolnshire Loop Line nach Boston    | Lincolnshire Loop Line nach Boston    |

Die Bahnstrecke Louth–Bardney in England war eine Querverbindung von Louth an der Strecke Grimsby–Boston nach Bardney an der Strecke Lincoln–Boston. Sie wurde 1960 stillgelegt.

## Geschichte

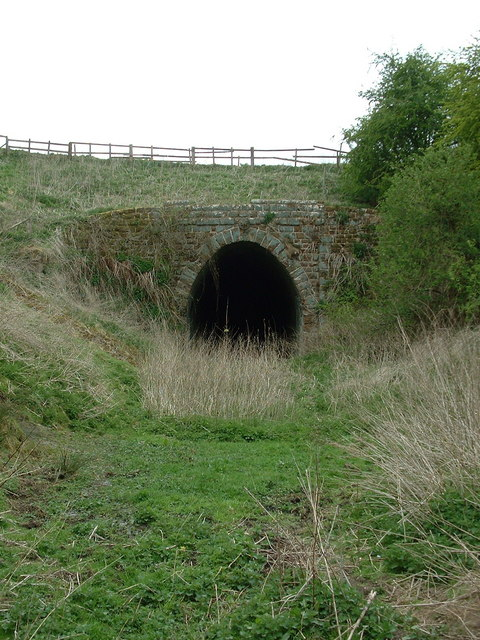
Ostportal des Benniworth-Tunnels, des kürzeren der beiden Tunnels der stillgelegten Bahnlinie Louth–Bardney

Die Strecke wurde ab 1874 von der Eisenbahngesellschaft der Great Northern Railway in Bauabschnitten geplant, gebaut und in Betrieb genommen. Sie erreichte am 9. November 1874 South Willingham über Zwischenbahnhöfe in Kingthorpe und Wragby. Sie wurde bis zum 27. September 1875 durch den High Street Tunnel bei Benniworth bis Donington on Bain verlängert.
Der letzte Bauabschnitt zwischen Donington on Bain und Louth über Withcall und Hallington wurde am 28. Juni 1876 für den Güterverkehr und ab 1. Dezember 1876 für den Personenverkehr in Betrieb genommen. Eine Drehscheibe mit einem Durchmesser von 17,6 m (58 Fuß) wurde in Bardney gebaut.
Der Personenverkehr endete am 5. November 1951, wonach die Strecke über zehn Jahre hinweg abschnittsweise auch für den Güterverkehr stillgelegt wurde. Die Strecke von Louth nach Donington on Bain wurde am 17. Dezember 1956 geschlossen, gefolgt von der Stilllegung von Donington on Bain bis Wragby am 1. Dezember 1958. Der letzte Abschnitt von Wragby nach Bardney wurde am 1. Februar 1960 stillgelegt.